# Богомольці

Герби «Богорія» і «Помян», яким печаталися Богомольці

Богомольці, або Оліферовичі-Богомольці — русько-литовський, польський, український і російський шляхетсько-дворянський рід. Походять з теренів сучасної Вітебської області Білорусі). Печаталися гербами «Богорія» і «Помян» (деякі — гербом «Костеша»).

## Походження роду
Початок роду Богомольців теоретично прослідковується з кінця XIV — початку XV століття, коли, згідно з результатами генеалогічних досліджень, народився протопласт роду — служилий боярин Великого князівства Литовського на ім'я Оліфер. Про нього відомо лише з повних імен його дітей — Івана та Семена Оліферовичів, власників родової маєтності Погостище; обидва згадані в «Книзі пожалувань» Литовської метрики під серединою XV ст.
Імовірно, що або сам Оліфер, або його невідомий ближче батько брав участь у Грюнвальдській битві в липні 1410 року в складі Вітебської хоругви Великого князівства Литовського.
Лицарське звання і шляхетський герб Оліферовичі отримали після відомого Віленського привілею 1447 року, виданого королем польським і великим князем литовським Казимиром Ягелончиком. Привілей прискорив формування лицарського стану на землях сучасних Білорусі й України. Таким чином, Оліферовичі потрапили під «першу хвилю» дії цього документу.

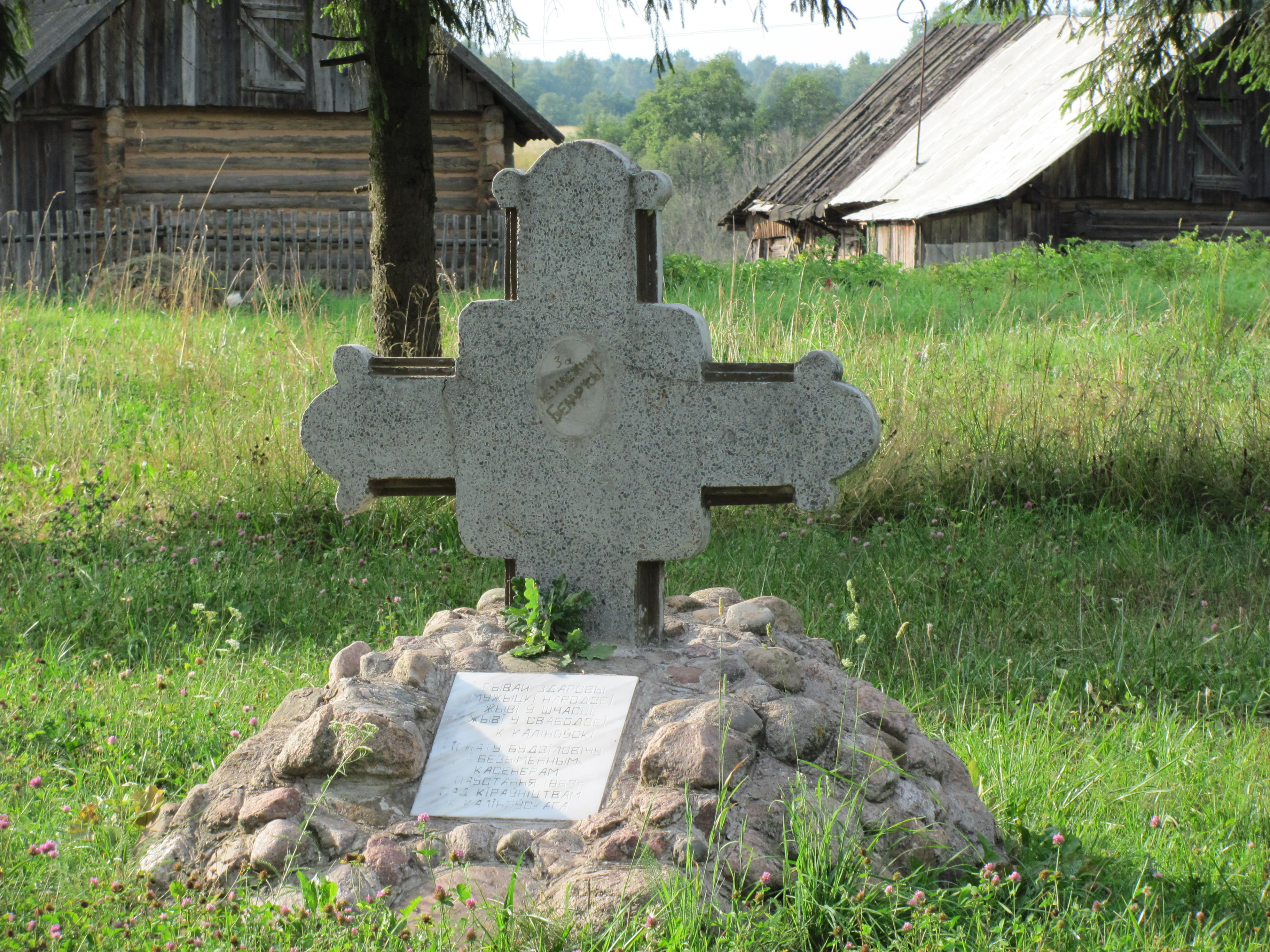
Село Погостище, Білорусь. Меморіальний хрест учасникам Січневого повстання 1863—1864 на місці, де стояла церква Св. Миколая, зведена шляхтичами Оліферовичами-Богомольцями

Походження родового прізвища Богомольців пов'язується з церквою святого Миколая-Чудотворця, згадуваної в документах про розділ родової маєтності Погостище між представниками двох гілок Олефіровичів приблизно 1527 року. Але зрозуміло, що церкву збудували раніше. Найдавніша згадка про першого з Оліферовичів, який почав прозиватися Богомольцем, — Сенька Юшковича (Семена Юрійовича) Оліферовича (*1460–1470-ті рр. — † після 1543) в документах зафіксована приблизно 1500 року. Очевидно, він і побудував згадану церкву, після чого і Сенько Юшкович, і його нащадки, які нею опікувалися, стали прозиватися Богомольцями.
Відтак інші Оліферовичі почали зватися Погоськими — від назви маєтності Погостище.

## Найвизначніші представники роду («Вітебська» гілка)
Військова служба була основним заняттям служилих бояр Олефіровичів, а згодом і шляхтичів Богомольців. У військовому реєстрі Великого князівства Литовського від 1528 р. згадуються троє братів Олефіровичів, а також Сенько Юшкович (Семен Юрійович) Богомолець, які ставилися до служби кінно.
Онук Сенька — Григорій Іванович Богомолець (кінець XVI ст. — 1640) служив у елітній кавалерії Речі Посполитої — крилатих гусарах.
Три сини Григорія Богомольця — Дмитро, Олександр і Ян — брали участь у обороні Вітебська від московських військ у 1654 р. Після падіння міста брати були взяті в полон, де провели близько 14 років. Наймолодшому, Янові, не було на той момент навіть 15 років.

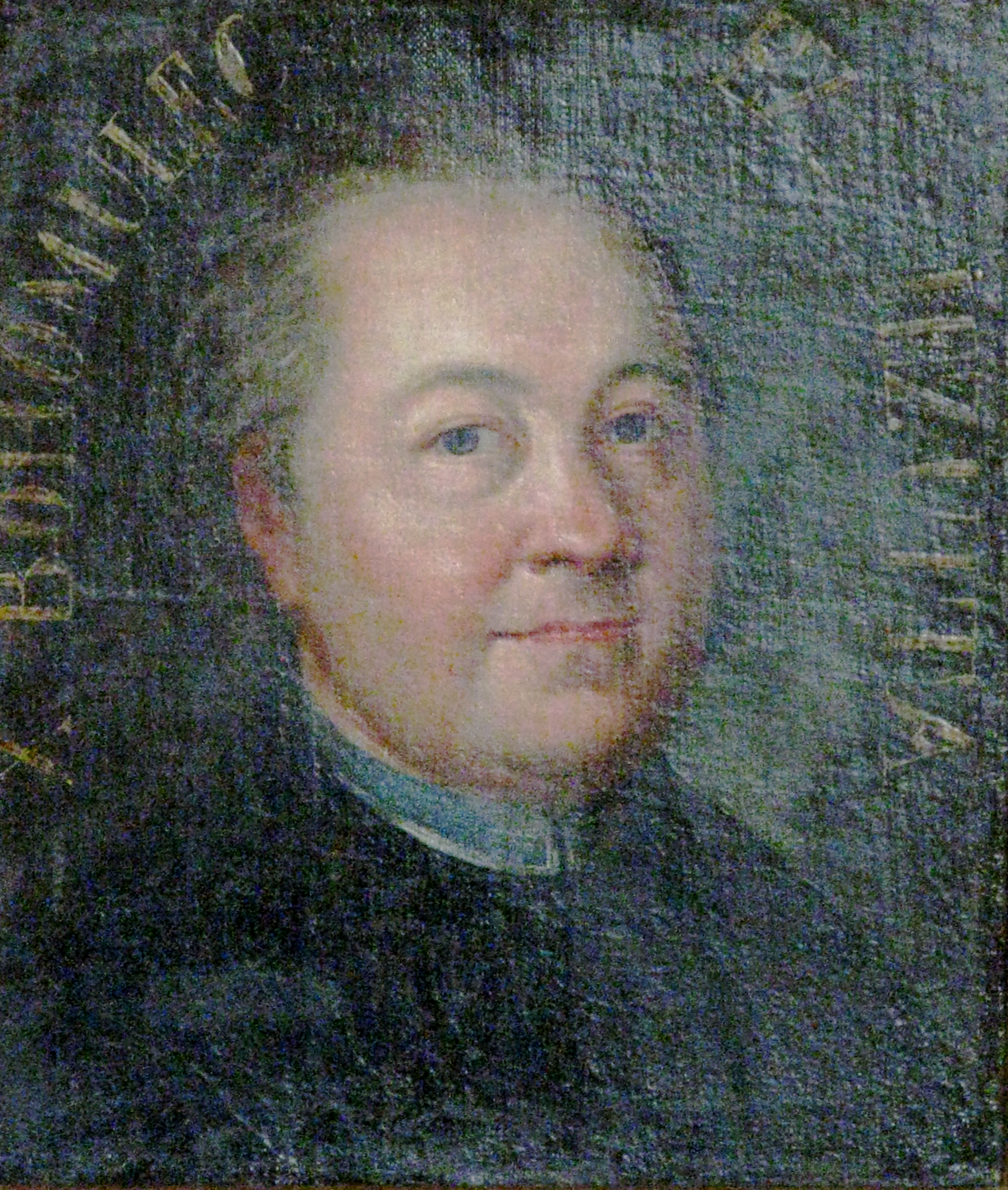
Францішек Богомолець (1720—1784) — видатний просвітитель Речі Посполитої

Серед онуків Яна Богомольця троє обрали духовну кар'єру, вступивши в орден єзуїтів. Найвідомішим з них став Францішек Богомолець (1720—1784) — відомий богослов, діяч польського і білоруського Просвітництва, основоположник польської драматургії і професійного театру. Його п'єси, особливо комедії досі йдуть з успіхом на театральних сценах Польщі. Він також був талановитим поетом, лінгвістом, істориком, видавцем, головним редактором перших польських періодичних видань, у тому числі літературних і педагогічних. Францішек Богомолець упорядкував і видав польсько-литовські історичні хроніки, заклав основи історичної біографістики.
Його молодший брат, Ян-Хризостом-Антоній Богомолець (1724—1795) — богослов, мораліст, релігійний філософ, астроном і математик. Боровся проти забобонів, поширених в народі. Цій темі присвячена його найбільш відома робота — «Диявол у своєму обличчі». Похований у Варшаві в катакомбах Повонзковського кладовища.
Їхній брат, Ігнатій Богомолець (1726 — після 1780), служив настоятелем римо-католицької церкви в Москві.
Їхній рідний брат, Пйотр Тадеуш Богомолець (1729 — 1789) — депутат сейму і Головного Литовського трибуналу. Довгий час чинив опір втручанню Росії у внутрішні справи Речі Посполитої, так що навіть російські дипломати вважали його «безнадійним» для переговорів. Однак після розподілів країни змушений був прийняти присягу на вірність імператриці Катерині ІІ.

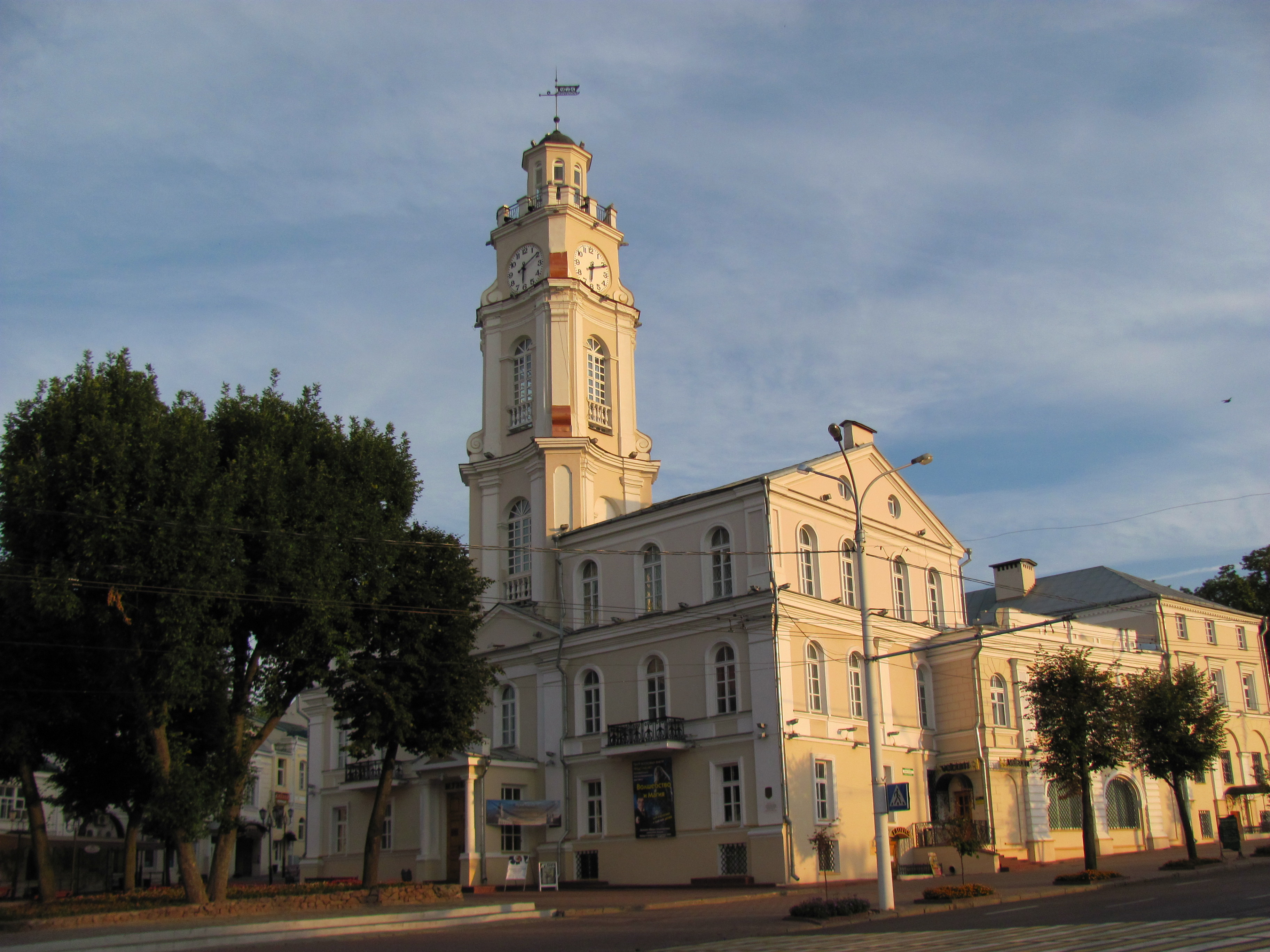
Вітебськ, Білорусь. Міська ратуша, де керував містом Ромуальд Богомолець. Нині — міський історичний музей

Сини Петра-Тадеуша розпочинали свою кар'єру в царському війську. Один з них, Ромуальд Богомолець (1763—1840) служив у лейб-гвардії Кінному полку. Був мером Вітебська, протягом трьох років (1816—1819) обирався вітебським губернським маршалком. Серед його заслуг — побудова у губернії поштових станцій із залученням коштів місцевої шляхти, участь у зведенні вітебського Свято-Покровського кафедрального собору, опікування справами першої Вітебської чоловічої гімназії.
Одним із найкращих випускників цього закладу став Мечислав-Троян Богомолець (1843 – після 1901). Він служив у костромській земській лікарні, мав бездоганну професійну репутацію, керував Костромським товариством допомоги дітям, був старостою місцевого римо-католицького приходу. А в 1901 році увійшов до складу опікунської ради першої в Костромі жіночої гімназії.

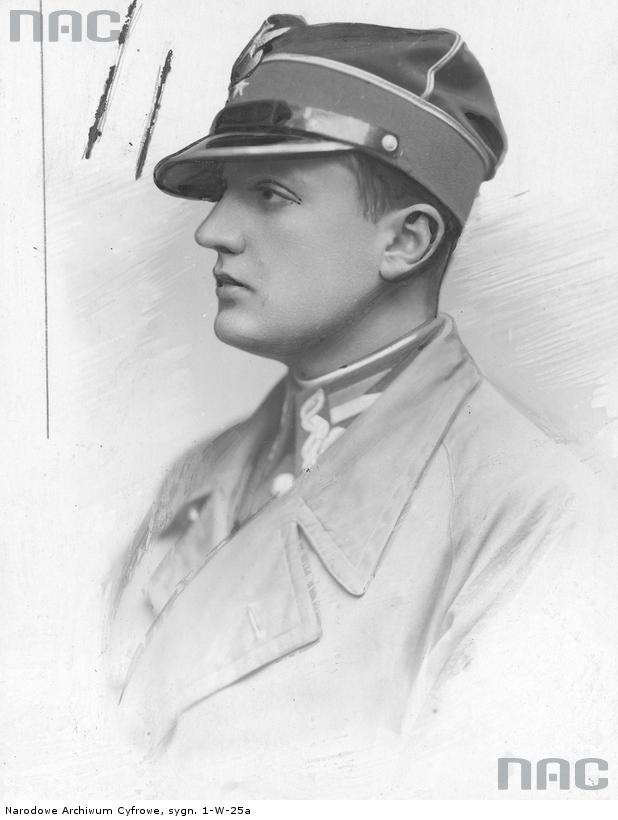
Анджей Богомолець (1900—1988) — польський улан, моряк і письменник. [http://www.nac.gov.pl Національний цифровий архів (Польща)

Прямий нащадок Ромуальда Богомольця — мореплавець-яхтсмен Анджей Богомолець (1900–1988) служив в уланському полку польської армії, воював проти Червоної Армії під Варшавою (битва, що увійшла в історію як «чудо над Віслою»). У 1933–34 рр. Анджей Богомолець разом зі своїми товаришами стали першими поляками, які перетнули Атлантичний океан на вітрильній яхті «Даль», про що він потім написав книгу. В роки Другої світової війни воював проти німців добровольцем у Франції, Північній Африці, на Близькому Сході в армії національного героя Польщі Владислава Андерса. Кавалер ордену Почесного легіону. Після війни Анджей Богомолець емігрував в Канаду. Володів ранчо, яке зараз є частиною національної паркової спадщини Канади.
Прямим нащадком Яна Богомольця є також російський художник, мистецтвознавець і реставратор Лев Костянтинович Богомолець (1910—2009), останній з представників класичної школи російського живопису. Найулюбленішими темами митця були море і квіти. В 29 років Лев Богомолець відкрив секрет фарби, якою користувався великий італійський художник XVI ст. Паоло Веронезе для отримання пурпурово-рожевого кольору. 28 картин Льва Богомольця експонуються в галереї ім. Айвазовського у Феодосії. Є його картини у Києві, Львові і Житомирі. Чимало їх прикрашають приватні і національні галереї США, Франції, Ізраїлю, Росії.
Ельжбєта-Малгожата Богомолець — доктор психіатрії, професійний психоаналітик. Почала вивчати психоаналіз ще в 1970-х роках, за що зазнала переслідувань з боку комуністичної влади. Ліцензований член Польського психоаналітичного товариства (Polskie Towarzystwo Psychoanalityczne), прямий асоційований член Міжнародної психоаналітичної асоціації (IPA) з 1989 р. Одна з перших польок, обраних в цю Асоціацію на конгресі в Римі, коли з психоаналізу зняли табу після політичних змін у Польщі.

## «Чернігівська» гілка

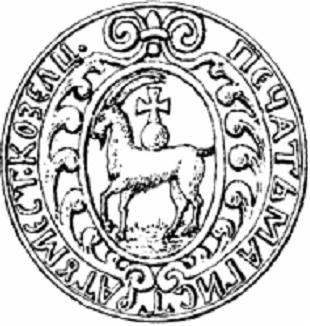
Печатка магістрату міста Козельця. 1698 рік.

З часом рід Богомольців розщепився на дві гілки — так звані «вітебську» (або «материнську») і «чернігівську». Коли і хто саме з них був першим, котрий за невідомих обставин вирішив шукати щастя на Чернігівщині, поки що не з'ясовано.
Найдавніший із «чернігівських» Богомольців, згадка про якого збереглася у відомих нам на сьогодні документах, є на сьогодні Василь Богомолець (нар. бл. 1690), який мешкав у Козельці (надалі маєтки в Козельці, а також у сусідніх Лемешах мали подальші покоління «чернігівських» Богомольців; там же, в Лемешах, була їхня родова усипальниця). Однак саме виокремлення «чернігівської» гілки могло статися й раніше — між серединою XVI ст. і серединою — другою половиною XVII ст.
Онук Василя Богомольця — Євстафій (Остап) Петрович Богомолець (бл.1750–1755 — 1805/1806), служив військовим товаришем — вийшов у відставку і став бургомістром Козельця. На відміну від своїх попередників гербу «Богорія», він уже користувався гербом «Помян».
Його онук, Михайло Федорович Богомолець (1811—1898), дослужився в Ніжинському повітовому суді до титулярного радника. Дві доньки і син Михайла Федоровича — Анна, Єлизавета і Олександр (1850—1935) — захопилися революційною діяльністю. Сестри були вислані з Петербургу за участь у студентських зібраннях, а Єлизавета навіть заарештована за неблагонадійність.

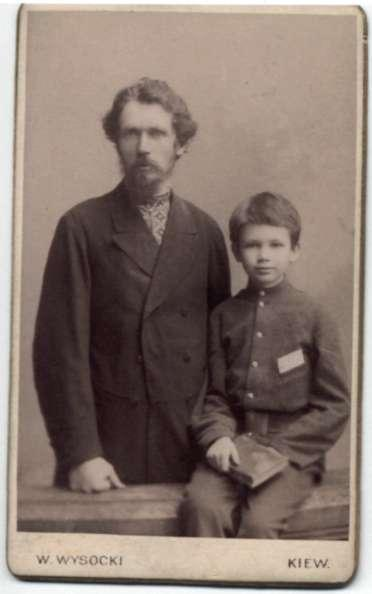
Олександр Михайлович Богомолець (1850—1953) з малим Сашком Богомольцем перед подорожжю до Сибіру на побачення з матір'ю. Київ, 1890—1891 рр.

Більш драматично склалася доля Олександра Михайловича Богомольця. В 1875 р. він закінчив з відзнакою медичний факультет університету Св. Володимира, а наступного року одружився з Софією Миколаївною Присецькою (1856—1892) гербу Новина. Разом з нею брав участь у революційній діяльності, був заарештований і висланий до Казахстану, кілька років безуспішно добивався побаченні з дружиною, котра відбувала покарання на каторзі в Сибіру. Від шлюбу Олександра і Софії Богомольців народився український вчений, президент Академії Наук УРСР, академік Олександр Олександрович Богомолець (1881—1946).

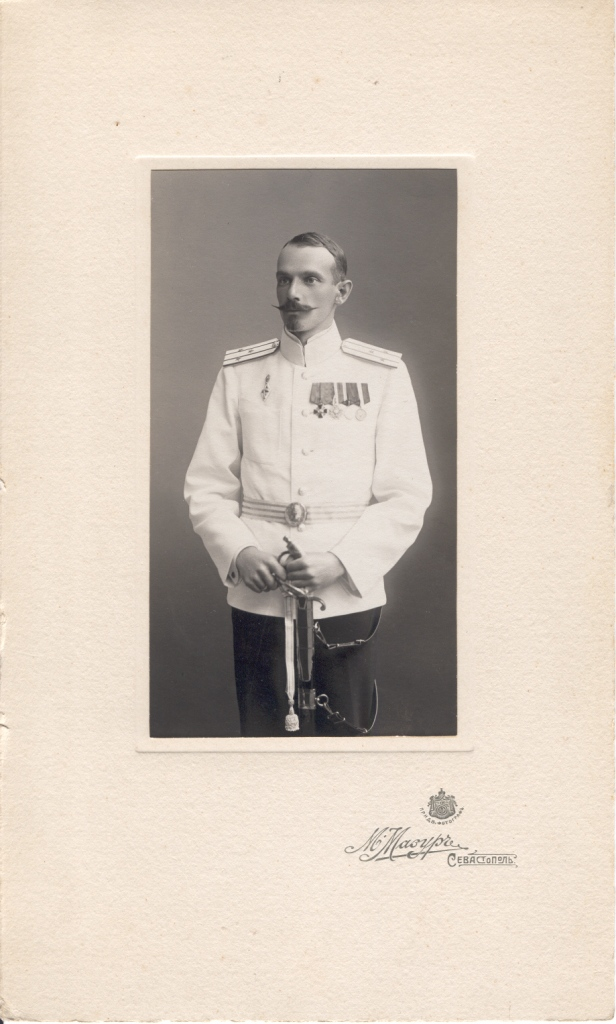
Вадим Михайлович Богомолець (1878—1936) — автор першого українського закону про флот. Вересень 1914

Двоюрідний брат академіка Олександра Богомольця — Вадим Михайлович Богомолець (1878—1936), генерал-хорунжий Української Держави, автор першого українського закону про український флот — «Тимчасовий закон про флот Української Народної Республіки». Цей документ як історичний і юридичний прецедент потім наводився під час переговорів з Росією про розподіл Чорноморського флоту СРСР в 1992–1993 рр. Головний військово-морської прокурор Української Держави. За часів Директорії Симона Петлюри був військово-морським аташе України в Румунії. Після поразки УНР емігрував до Константинополя, де два роки очолював організацію «Комітет порятунку України». Помер у Парижі.
Ще один представник «чернігівської» гілки роду — Микола Федорович Богомолець (1871—1951), офіцер Російської імператорської армії, а пізніше — білої гвардії. Син бойового офіцера, учасника російсько-турецької війни 1877—1878 рр. Брав участь у Першій світовій війні. Єдиний георгіївський кавалер серед усіх Богомольців, які служили в Російській імператорській армії. В армії адмірала Колчака служив у чині генерал-майора, у отамана Семенова командував бронедивізіоном. Після громадянської війни емігрував у США. Мав чотирьох дітей. Його син, Борис Миколайович, був розстріляний у 1937 р. як ворог народу.

### Власність представників «чернігівської» гілки роду Богомольців
У XVIII столітті Богомольці володіли кількома селами з душами селян. Серед них — Бабарики, Лемеші, Ставиське і Новаки. Після ліквідації Гетьманщини ці села числилися в Козелецькому повіті Київського намісництва. В пізніших записах вони значаться за Богомольцями як родові.
Значковий товариш Київського козацького полку Федір Петрович Богомолець (бл. 1751 р. — між великими постами 1795 і 1796 рр.) разом з братом Петром володів селами Гладке і Сморшки (Березинський повіт, Чернігівська губернія) з 16 душами селян, а також селом Бабарики (3 душі).
Федір Євстафійович Богомолець (бл. 1776 р. — після 1839 рр.), військовий товариш Київського козацького полку, успадкував від батька маєток в селі Лемеші, а також придбав маєток у селі Короп'є Остерского повіту Чернігівської губернії. В 1897 році маєток перейшов у одноосібне володіння його сина, Йосипа Федоровича Богомольця (1825—1911). Його син, Геннадій Йосипович Богомолець (1867 — після середини 1917), володів у Короп'є 22 десятинами землі.
Засідатель Ніжинського повітового суду, титулярний радник Михайло Федорович Богомолець (1811—1898) разом з братами був співвласником спадкових маєтків в остерському повіті (10 душ селян і 470 десятин землі). Крім того, придбав 30 десятин землі в Ніжинському повіті Чернігівської губернії. Мати його другої дружини володіла спадковим будинком у Ніжині і 280 десятинами землі в тому ж повіті.

## Медична династія Богомольців
Одна з найстаріших лікарських династій в Україні.
Започаткована Олександром Михайловичем Богомольцем, земським лікарем, і його дружиною Софією Миколаївною. Їхній син, Олександр Олександрович Богомолець — президент Академії Наук УРСР, віце-президент АН СРСР і Академії медичних наук СРСР. Основоположник української школи патофізіології, ендокринології і геронтології, засновник перших в Росії і Україні науково-дослідних закладів медичного профілю.
Наймолодший доктор медицини в Російській імперії (на момент захисту докторської дисертації мав 28 років).
Розробив методику консервування донорської крові, яка використовується і понині. Винайшов імунну цитотоксичну антиретикулярну сироватку, яка широко застосовувалася в радянських шпиталях під час радянсько-німецької війни 1941—1945 рр. Захищав колег-науковців від сталінських репресій. Після смерті академіка Богомольця його вчення про сполучну тканину було оголошено таким, що не відповідає лінії партії. Засновані ним в Україні науково-дослідні інститути опинилися на межі закриття. Репресії припинилися тільки після смерті Сталіна.

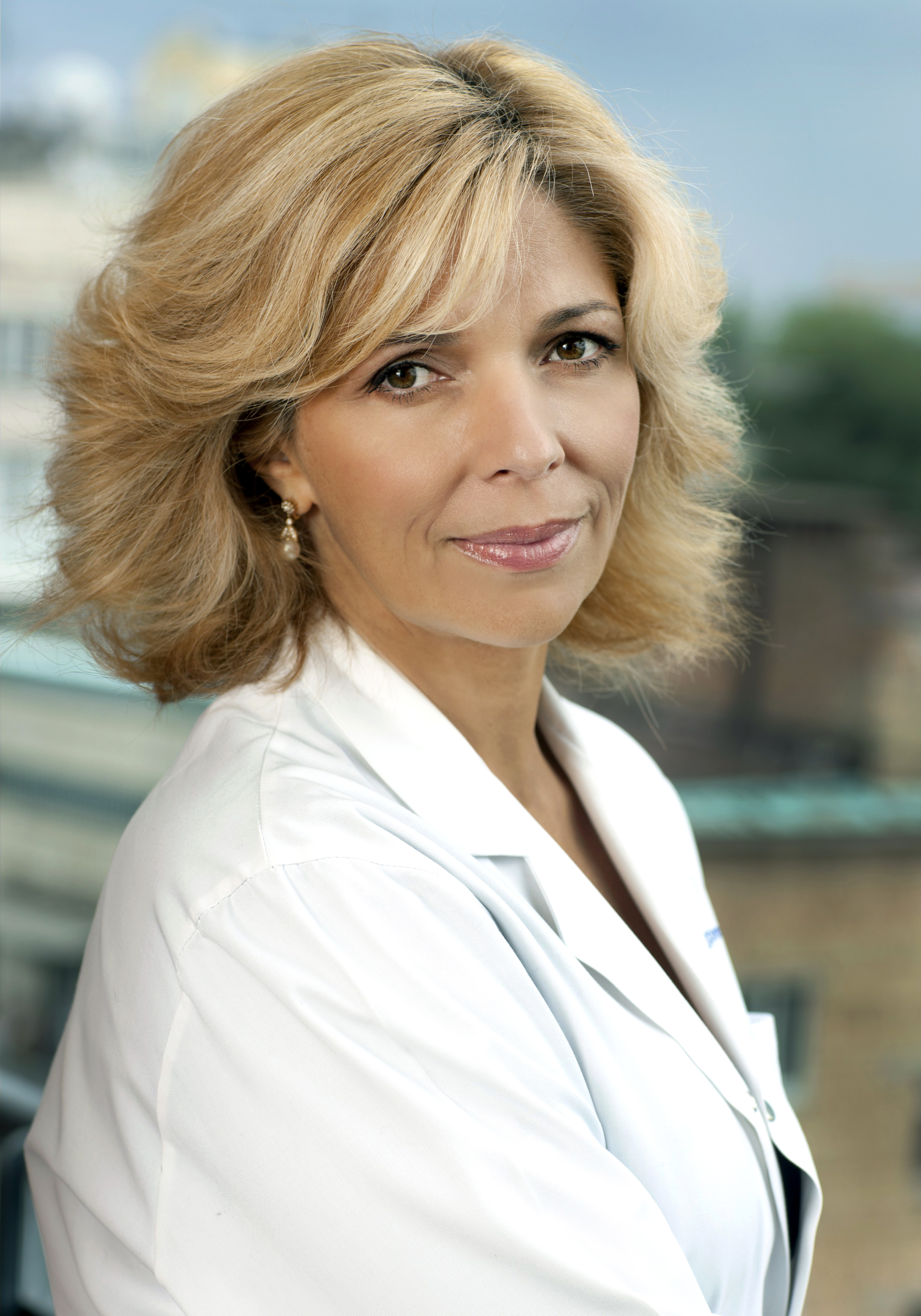
Ольга Вадимівна Богомолець — доктор медицини, професор Київського національного медичного університету, засновниця Інституту дерматології і косметології в Києві. Правнучка академіка О. О. Богомольця

Єдиний син академіка Богомольця від шлюбу з Ольгою Георгіївною Тихоцькою гербу Наленч (1891—1956) — Олег Олександрович Богомолець (1911—1991), продовжив справу батька. Після того, як було реабілітовано науковий напрям, в якому працював Олександр Олександрович, Олег Богомолець завідував лабораторією патофізіології Українського НДІ фармакології і токсикології (1953—1980). Водночас був завідувачем кафедри патофізіології Київського інституту удосконалення лікарів. Член кореспондент АН УРСР (1964), заслужений діяч науки і техніки УРСР.
Донька Олега Олександровича, Катерина Олегівна (1939–2013) — професор кафедри патологічної анатомії Національного медичного університету ім. О. О. Богомольця. Працювала анестезіологом в Інституті туберкульозу і грудної хірургії під керівництвом академіка Миколи Амосова.
Донька Олега Олександровича, Олександра Олегівна Богомолець (нар. 1958) — дитячий реаніматолог вищої категорії, лікар обох Майданів, з початку війни Росії проти України — лікар-волонтер. Працювала дитячим реаніматологом в Київському НДІ серцево-судинної хірургії під керівництвом академіка Миколи Амосова.
Ольга Вадимівна Богомолець (нар. 1966 р.), українська співачка, лікар, громадський діяч, донька Катерини Олегівни Богомолець і Вадима Якимовича Березовського (нар. 1932 р.), завідувача відділу Інституту фізіології ім. Богомольця, заслуженого діяча науки і техніки України, кавалера ордена князя Ярослава Мудрого V ступеня.
Заслужений лікар України, доктор медицини, професор Київського національного медичного університету ім. Богомольця. У 1997 році заснувала власну клініку лазерної медицини (нині — Інститут дерматології і косметології доктора Богомолець).
Доктор Ольга Богомолець — автор понад 70 наукових робіт і 14 патентів на винаходи у сфері лікування шкірних захворювань.
Ольга Богомолець створила історико-культурний комплекс «Замок Радомисль» в місті Радомишлі (Житомирська область), до складу якого входить єдиний у світі Музей української домашньої ікони.
Авторка і виконавиця українських романсів на вірші українських поетів і свої власні.
Активна учасниця Революції гідності — організаторка медичної служби Євромайдану в Києві. В 2014 і 2019 роках року була кандидатом на посаду Президента України. 26 жовтня 2014 року на позачергових парламентських виборах обрана народним депутатом України від Блоку Петра Порошенка (№ 3 в списку).

## Споріднені роди
Рід Богомольців перебував у шлюбних і родинних зв'язках із наступними родами:
Беклемішеви, Березовські (гербу «Сас»), фон дер Борх (гербу «Три Галки»), Вишинські (гербу «Пєжхала» або «Тшивдар»), Голендухіни, Горбані, Жаби (гербу «Костеша»), Желенські (гербу «Цьолек»), Жили, Жураковські (Жураківські) (гербу «Сас»), Здроєвські (Здройовські) (гербу «Юноша»), Качановські (гербу «Остоя»), Келпші (Талят-Келпші) (гербу «Прус І»), Кондури, Коростовцеви, Лазурські, Литовченки, Лобкови, Мироненки, Мокієвські (гербу «Ясенчик»), Немировичі-Щити (Щити) (гербу «Ястшембець»), Нітославські (гербу «Доленга»), Присецькі (гербу «Новина»), Пуховці (Пуховцови), Пушкарські, Раси, Рікорди, Садовські, Саранчови, Смоліни, Снєжкови, Соболєви, Сороки (гербу «Сухекомнати»), Спіліоті, Стеткевичі (гербу «Костеша»), Стрешенцови (Стрешенці), Сукіясьянц, Терешківські, Тихоцькі (гербу «Наленч»), Ухови, фон Фелькерзам, Хвостови, Хелховські (гербу «Любич»), Цедровські (гербу «Одровонж»), Швеці, Шишки (гербу «Доленга»), ван Штраль, Яхонтови.